# Historisch-politische Zeitschrift
Die Historisch-politische Zeitschrift wurde von Leopold von Ranke von 1832 bis 1836 herausgegeben. Sie gilt als ein Vorläufer der modernen Fachzeitschriften der Geschichtswissenschaft.
Die Historisch-politische Zeitschrift wurde auf Anregung des Politikers und Verlegers Friedrich Christoph Perthes von dem damaligen preußischen Außenminister Graf von Bernstorff gegründet mit dem Ziel, ein „Organ zur Verteidigung der Politik der aufgeklärten preußischen Bürokratie gegen die liberale Kritik von der Linken“ zu schaffen. Insbesondere sollte politischen Tendenzen der Julirevolution von 1830 in Frankreich entgegengewirkt werden. Als Herausgeber wurde der Historiker Ranke gewonnen, der dafür plädierte, in seiner Zeitschrift die aktuellen politischen Zusammenhänge mit der historischen Methode zu untersuchen. Für den überwiegenden Teil der Artikel zeichnete Ranke selbst verantwortlich.
Das Profil des Blattes schwankte zwischen dem eines politischen Propagandaorgans und dem einer literarisch-historischen Zeitschrift. Der Schwerpunkt der Historisch-politischen Zeitschrift lag bei  zeitgeschichtlich-politischen Beiträgen. Die Zeitschrift zielte zwar eindeutig auf die politische Öffentlichkeit, wurde andererseits aber entscheidend von dem Fachhistoriker Ranke geprägt. So stellte die Historisch-politische Zeitschrift letztlich weniger einen Spiegel der zeitgenössischen historischen bzw. politischen Wissenschaft dar, sondern gewährte vor allem einen Einblick in die Forschungen Rankes – und insbesondere deren politische Verortung.
Die Historisch-politische Zeitschrift erschien nur in zwei Bänden: Der erste 1832 in vier Heften bei Friedrich Perthes in Hamburg, der zweite über einen deutlich längeren Zeitraum von 1833 bis 1836 bei Duncker und Humblot in Berlin. Dieser kurze, zudem unregelmäßige Erscheinungsrhythmus schränkte die Funktion der Historisch-politischen Zeitschrift als Fachzeitschrift entscheidend ein. Trotzdem kann die Historisch-politische Zeitschrift als ein Vorläufer der später erscheinenden Zeitschrift für Geschichtswissenschaft (1844–48) und vor allem der Historischen Zeitschrift (seit 1859) betrachtet werden, die methodische Standards als wissenschaftliche, allgemeinhistorische Organe setzen sollten: Die Entstehung beider Projekte war durch einen deutlich persönlichen Einfluss Rankes gekennzeichnet.